# Scenic Oaks, Texas
Scenic Oaks là một nơi ấn định cho điều tra dân số (CDP) thuộc quận Bexar, tiểu bang Texas, Hoa Kỳ. Năm 2010, dân số của nơi này là 4957 người.

## Dân số
- Dân số năm 2000: 3279 người.
- Dân số năm 2010: 4957 người.